# Narodne pravljice in legende
Narodne pravljice in legende je naslov zbirke pravljic, ki jih je leta 1923 zbrala in uredila Manica Koman. Pravljice v zbirki so v slovenskem jeziku in so namenjene predvsem otrokom.
Pri pravljicah je književni prostor izmišljen oziroma ni točno določen. Tudi književne osebe so izmišljene. Pri legendah pa so književni prostor in osebe resnični. Dogodki so tako v pravljici kot v legendi izmišljeni.

## Španska kraljica reši svojega moža kralja iz turške ječe

### Kratek povzetek
Španski kralj je šel širit svojo vero na turško ozemlje. Ko se je čez nekaj časa želel vrniti domov, so ga v Carigradu zajeli sultanovi možje in ga odvedli v ječo. Ko je kraljeva žena to izvedela, je odšla k sultanu, mu zaigrala na citre in v zameno zahtevala moža.

### Kratka analiza
Realistična pravljica, ki se dogaja v španskem kraljestvu, ki mu vladata kralj in kraljica, in na turškemu ozemlju, ki mu vlada sultan. Književni čas je čas turških vpadov. Najpomembnejši motivi so motiv ljubezni kraljice do kralja, motiv domoljubja in motiv širjenja krščanske vere. Glavna književna lika sta španski kralj in kraljica, stranski književni lik pa je sultan s svojimi hlapci. Tematika: ljubezen premaga vse ovire.

## Zgodba o Špicparkeljcu

### Kratek povzetek
Reven kmet v gozdu sreča hudobca, ki mu ponudi sod cekinov, če bo ugotovil, kako mu je ime. Kmet po treh dneh pride na dogovorjeno mesto in skrit sliši hudobca peti: »To je dobro zame, da kmetič ne ve, da mi Špicparkeljc je ime.« Jezni možic mu mora dati sod cekinov.

### Kratka analiza
Književni čas in književni prostor - kot v večini realističnih pravljic - nista točno določena. Glavni motivi so želja po bogastvu, revščina in motiv uganke. Književna lika sta revni, toda zviti kmet in hudobni možic Špicparkeljc. Tematika: Zlobnost in dmišljavost sta na koncu kaznovani.

## Ne protivi se proti božji naredbi

### Kratek povzetek
K neki ženi je prišla smrt, da bi ji odpeljala tri hčere, vendar ji jih žena ni hotela dati. Smrt jo je opozorila, da ni dobro, če se človek upira božji naredbi, toda žena je ni poslušala. Zvečer so se hčere vrnile domov vse slabotne. Žena je stekla po  
zdravnika, toda medtem so vse tri umrle. Mati je jokala za njimi, čez eno leto pa je smrt prišla tudi ponjo.

### Kratka analiza
V tej realistični pravljici književni čas in književni prostor nista določena. Osrednji so motivi materinske ljubezni, smrti in mrtvih hčera. Glavni književni lik je smrt, saj skozi celotno pravljico ona načrtuje dogodke, ki se bodo zgodili. Tematika: smrt je močnejša od človeka in se ji nima pomena upirati.

## Prodani otrok

### Kratek povzetek
Revni kmet se je iz obupa hotel obesiti, vendar mu je mimoidoči gospod ponudil mošnjo zlatnikov v zameno za stvar, za katero kmet še ni vedel. Ko je kmet prišel domov, se je izkazalo, da je ta »stvar« kmetov novorojeni otrok. Ko je otrok zrasel v dečka, ga je nekoč zaneslo v votlino, v kateri je sedel mladenič. Ta je dečku povedal, da bo prišel hudobec in ga pretepel, vendar pri tem ne sme zajokati. Hudobec ga je pretepal tri večere zapored, po tretjem večeru pa je tam, kjer bila prej votlina, zrasel grad, v katerem je kraljeval mladenič iz votline. Deček in njegova starša sta se preselili na grad.

### Kratka analiza
Književni prostor v tej realistični pravljici so jama, v katero zaide deček, dečkov dom in grad, ki ga je deček rešil pred hudobcem. Književni čas ni določen. Najpomembnejši motivi so motiv denarja, ugrabitve, fizičnega nasilja, starševske ljubezni. Osrednja tematika: dobro premaga zlo.

## Razbojniška zakladnica

### Kratek povzetek
Oče je imel dva sinova. Mlajši je bil dobrosrčnež, starejši pa slepar. Mlajši sin je nekoč v gozdu videl razbojnike, ki so nesli plen v čudežno goro. Sledil jim je, si zapomnil čarobne besede, ki so odprle goro, in ko so razbojniki odšli, vstopil in pobral denar. Bratu je povedal, kaj se mu je zgodilo, ko pa se je tudi ta odpravil v goro po denar, je pozabil čarobne besede. Ujetega v goro so ga našli razbojniki ter ga ubili. Mlajši sin pa si je zgradil hišo in srečno živel.

### Kratka analiza
Književni prostor je vas ob gozdu in čudežna gora, književni čas ni točno določen, verjetno čas fevdalnega reda. Glavni književni osebi sta mlajši dobri in starejši hudobni brat, ki se po očetovi smrti vse bolj oddaljujeta drug od drugega, dokler ju denar do neke mere ne poveže. Osrednja tema čudežne pravljice je, da dobri brat preživi, hudobni pa umre.

## Hudobec Kruljavec

### Kratek povzetek
Hudobec Kruljavec je bil najbolj nagajiv hudobec v Peklu. Zato ga je Veliki vrag poslal na Zemljo, kjer se je hudobec hotel najprej izučiti beraštva, vendar mu ni šlo od rok. Nato je poskusil v pekel spraviti krojača in mlinarja, venar mu ni uspelo, zato se je vrnil v Pekel, kjer je ostal za vedno in se nikoli več ni vrnil na Zemljo.

### Kratka analiza
Književna prostora Pekel in Zemljase izmenjujeta. V čudežni pravljici se pojavljajo motivi Pekla, hudobca, neprijaznih ljudi na Zemlji, primitivnih obrtnikov. Pravljica pa se vrti okoli Kruljavca, ki išče na zemlji primerno službo, a je ne najde. Tema: za hudobca ni mesta na Zemlji in sodi v Pekel.

## Zviti krojač

### Kratek povzetek
Krojač je skrivaj ubil graščakovo svinjo, ker pa ga je videla kuharica, je ubil tudi njo. Graščak se je zbal, da ga bodo obdolžili umora, zato je prosil krojača, naj kuharičino truplo odnese in zakoplje nekje daleč. Krojač je s truplom najprej prestrašil kmeta, nato pa v gozdu mrtvo kuharico stlačil v razbojnikovo vrečo, zlato iz vreče pa odnesel.

### Kratka analiza
Književni kraj v realistični pravljici sta gozdu in graščina, književni čas ni določen. Glavni motivi so mrtva kuharica, graščakovo bogastvo, prevara. Osrednji književni lik je revni, a bistroumni krojač, ki ni povsem pozitiven, saj ubije nedolžnega človeka, kljub temu pa je poplačan za svojo iznajdljivost. Tematika: poplačana iznajdljivost.

## Pravljica o liliji in vrtnici

### Kratek povzetek
Jerica je hudo zbolela. Mati je molila k Devici Mariji, naj da hčerki zdravja, pa jo bo, ko bo zrasla, poslala v samostan. Deklici je odleglo, mati pa je pozabila na obljubo in Jerico obljubila bogatemu ženinu. Na predvečer poroke se je Jerici sanjalo, da jo bo prišla iskat Devica Marija in jo odpeljala. Ko so bili naslednji dan svatje zbrani pri jedi, je šel ženin iskat bodočo nevesto in jo našel mrtvo. Ob tem se je zgrudil še sam.  Ko so ju pokopali, je iz Jeričinega groba zrasla bela lilija iz ženinovega pa rdeča vrtnica. 

### Kratka analiza
Književni čas se v realistični pravljici seli skupaj z glavno književno osebo, Jerico, od Jeričinega doma na začetku do pokopališča na koncu. Ključni književni osebi sta še mati, ki Jerici zapečati usodo, in ženin, ki umre skupaj s svojo nevesto. Pravljica se zaključi s simbolno rastjo vrtnice in lilije, ki poženeta vsaka is svojega groba in se nato zvijeta druga okoli druge. Osrednji motivi so motiv ženina in nevesta, motiv prelomljene obljube in posledice tega. Tematika: obljubo je treba držati oziroma človekova nemoč ob božji usodi.

## Zalka – plesalka

### Kratek povzetek
Zalka plesalka je bila zelo lepa, a tudi ohola in domišljava mladenka, zato je kljub lepoti nihče ni maral. Ko so vaška dekleta in fantje priredili ples, Zalke niso povabili, a ta je vseeno prišla. Plesati pa ni hotela z nikomer, dokler na ples ni prišel kralj, ki je bil v resnici povodni mož. Ko si je Zalka želela odpočiti in so godci prenehali igrati, je Povodni mož le zaklical vetrovom, naj jima igrajo oni. Odplesala sta do reke in potonila vanjo. Zjutraj so na obrežju našli Zalkino truplo.

### Kratka analiza
Književni prostor  se spreminja. Najprej je krčma in nato obrežje reke. Motivi so še povodni mož, ošabna lepotica, ples. Tematika: kaznovana ošabnost.

## Čudni svatje

### Kratek povzetek
Brata sta delala na polju, ko je mimo prišel star mož in jima je povedal, da je na njunem domu svatba in da se bo poročila njuna sestra. Brata sta pohitela domov in videla, da je imel starec prav. Sestra jima je povedala, da je ne bo več nazaj. Ženin jo je dvignil na konja in odjahal z njo. Na razpotju s križem je naredil velik ovinek. Nevesta je trikrat stegnila roke proti križu. Ženin jo dvakrat udaril, tretjič pa ubil.

### Kratka analiza
Književni prostor je polje, kjer delata brata, njun dom, kjer poteka svatba, in razpotje s križem, kjer ženin njuno sestro ubije. Motivi v tej realistični pravljici so motiv bratov, neveste in ženina, motiv hudiča. Tematika: nasprotje dobrega (božjega) in zla (v podobi hudiča).

## Pravljica o potepuhu

### Kratek povzetek
Oče je imel tri sinove. Najprej so v vojsko poklicali najstarejšega sina, ki se je vojaške službe rešil tako, da je generalu iz trhlih desk napravil omaro, srednji sin je generalu iz nekaj krpic blaga sešil telovnik in bil tako tudi on oproščen vojske. Najmlajši sin pa je generalu iz hleva ukradel konja in noč za tem še prstan z roke. General je nagradil njegovo spretnost in tudi njega oprostil vojaščine. 

### Kratka analiza
V tej realistični pravljici je književni prostor omejen na generalovo domovanje, njegov hlev in dimnik. Pojavi se motiv treh bratov, krojača, mizarja in potepuha, ki se vsak s svojimi sposobnostmi izmuznejo vojaščini. Tematika: ni pomembno, kaj znaš, da le tisto počneš dobro.

## Legenda o desnem razbojniku

### Kratek povzetek
Marija, Jožef in njuno detece so bežali pred Herodom v Egipt. Na poti so prenočili pri razbojniški družini. Zvečer je Marija skopala Jezusa in gobavega razbojniškega otroka v isti vodi in otrok je ozdravel. Ko je zrasel, so ga ujeli in ga skupaj z Jezusom pribili na križ. Jezus je v desnem razbojniku prepoznal otroka žene, ki je njegovi družini dala prenočišče, zato je razbojniku v srce poslal žarek upanja in kesanja in razbojnik ga je prosil odpuščanja.

### Kratka analiza
Književni prostor v legendi je določen, in sicer sta to razbojniško domovanje in Golgata. Tudi književni čas je točen, namreč čas bega v Egipt in čas Kristusove smrti. Osrednji motivi so motiv svete družine, dobri ljudje, razbojniki. Tematika pa je spreobrnitev desnega razbojnika.

## V kraljestvu Triglava

### Kratek povzetek
Mlad pogumen lovec je utrujen sedel k potoku, vendar zaman čakal, da priteče voda. Naenkrat je zaslišal svarilo vil, da naj gre stran, saj bo drugače umrl od žeje. Vile so mu še povedale, da je bil nekoč tukaj lep svet, ker pa niso poslušale svojega gospodarja, ga je ta spremenil v puščavo.  Lovec je šel k Triglavu, ga v imenu vil prosil odpuščanja in gospodar planin je spremenil pokrajino, da je postala takšna, kot je danes.

### Kratka analiza
Književni prostor je določen, in sicer vznožje Triglava. Književni čas ni določen. Tudi to delo je legenda, katere glavni motivi so vile, suša, lovec, gospodar gora, Triglav. Tematika: pravični gospodar.

## Pripovedka o Lemberških godcih

### Kratek povzetek
Gospodar je postaranega osla vrgel iz hleva, zato se je osel odločil, da gre v Lemberg za godca. Na poti je srečal psa, mačko in petelina in skupaj so potovali proti mestu Lemberg. Zvečer so želeli prenočiti v starem gradu, iz katerega so morali prej izgnali razbojnike.

### Kratka analiza
Osel, pes, mačka in petelin so glavni književni liki živalske pravljice. Književni prostor je pot v mesto Lemberg in stari grad. Osrednji motivi so potujoči pevci, razbojniki, strah pred pošastjo. Tematika: v slogi je moč.

## Povzetek vseh pravljic in legend
V pravljicah prevladuje tema zmage dobrega nad slabim, tj. dobro je nagrajeno, slabo kaznovano. Pogosti motivi so: razbojniki,   brat in sestra, materinska ljubezen, hudobna izmišljena bitja (hudobec). Književni liki imajo stalno pravljično podobo (kralj je vsemogočen, deklice so lepe, reven kmet bister itd). Zanimiva tema pri dveh pravljicah je tudi premoč božje volje nad človekom.